# Siegfried Schürenberg
Siegfried Schürenberg (Detmold, 12 gennaio 1900 – Berlino, 31 agosto 1993) è stato un attore tedesco.

## Filmografia parziale
- Operazione walkiria (Der 20. Juli), regia di Falk Harnack (1955)
- Der unheimliche Mönch, regia di Harald Reinl (1965)
- Arrivederci Francesca (Auf Wiedersehen, Franziska!), regia di è Wolfgang Liebeneiner (1957)
- Il fantasma di Londra (Der Mönch mit der Peitsche), regia di Alfred Vohrer (1967)
- Morte sul Tamigi (Die Tote aus der Themse), regia di Harald Philipp (1971)